# Tennessee Williams
Tennessee Williams [viljems], vlastním jménem Thomas Lanier Williams (26. března 1911 – 25. února 1983), byl americký dramatik, představitel psychologického dramatu. Roku 1948 a roku 1955 obdržel Pulitzerovu cenu za drama.

## Život
Byl synem imigrantů, kteří se do Spojených států přestěhovali ze Sicílie. Sám měl těžké dětství, ať už kvůli dysfunkčnímu vztahu jeho rodičů nebo prostředí amerického jihu, jehož konzervativní hodnoty tvrdě kontrastovaly s Williamsovou citlivostí a feminitou. Otcem, mj. závislým na alkoholu, byl proto soustavně ponižován. Jeho dětství mělo významný vliv na jeho pozdější tvorbu.
Vystudoval střední školu v St. Louis, později studoval žurnalistiku na University of Missouri (1929–1931). Pod vlivem znudění a psychických problémů ale školu nedokončil. V průběhu studií si vydělával psaním divadelních her. Jeho první byla Krása je slovo (Beauty Is the Word, 1930) později následovaná hrami Horké mléko ve tři ráno (Hot Milk at Three in the Morning, 1932) a Já, Vashya (Me, Vashya, 1937). Po nedokončeném studiu na University of Missouri začal Williams koncem roku 1937 studovat na University of Iowa, kde získal bakalářský titul z anglického jazyka. Zhruba v této době se Williamsovi rodiče rozešli kvůli neutuchajícímu alkoholismu ze strany jeho otce, nikdy se ovšem úředně nerozvedli. Williamsově sestře Rose byla v průběhu let diagnostikována schizofrenie a v roce 1943 podstoupila lobotomii. Williams se následně o sestru staral a pravidelně jí posílal procentuální zisky ze svých her. Ostatně to byla i její nemoc, která měla na jeho tvorbu významný vliv a ze strachu, že stejně jako ona „zešílí“, prohloubila jeho vlastní závislost na alkoholu, amfetaminu a barbiturátech.
Širší popularitu si jeho díla získala v průběhu 40. a 50. let, kdy vydal řadu her produkovaných na Broadwayi. Mezi nimi například Tramvaj do stanice Touha (1947), Léto a dým (1948), Tetovaná růže (1951), Sestup Orfeův (1955), Kočka na rozpálené plechové střeše (1955) nebo Sladké ptáče mládí (1959). V průběhu svého života za svá díla obdržel dvě Pulitzerovy ceny, jednu cenu Tony a řadu dalších ocenění.

## Vztahy
V průběhu 30. let začal po několika neúspěšných vztazích s ženami zkoumat vlastní homosexuální orientaci.
V létě 1940 měl krátký vztah s Kipem Kiernanem, mladým kanadským tanečníkem, kterého potkal v Provincetown. Brzy nato se ovšem rozešli, protože Kiernan se rozhodl oženit s ženou. Jeho smrt čtyři roky poté byla pro Williamse další tvrdou ranou.
Mezi lety 1948 a 1962 byl ve vztahu s Frankem Merlo, přistěhovalcem ze Sicílie a bývalým námořníkem z druhé světové války. Trvalo čtrnáct let, plných nevěr a drogových závislostí na obou stranách, než svůj vztah ukončili. Merlo pro Williamse přesto nabízel stabilitu a pracoval jako jeho osobní sekretář. Krátce po jejich rozchodu byla Merlovi diagnostikována rakovina plic. Williams se k němu vrátil a pečoval o něj až do jeho smrti v září 1963. Ta jen prohloubila jeho období depresí a závislostí.
Další vážný vztah navázal až v 70. letech, kdy začal chodit s mladým veteránem z vietnamské války Robertem Carrollem. Williams jejich vztah chápal pozitivně, naopak Williamsův kamarád Maria St. Just jej popisoval jako „destruktivní“, kvůli drogovým závislostem, kterými oba trpěli. V roce 1979 se rozešli, zůstali ale přáteli.

## Smrt
Dne 25. února 1983 byl nalezen mrtvý ve svém hotelovém pokoji. Příčinou smrti bylo udušení plastovým víčkem. Později bylo zjištěno, že víčko používal k inhalaci barbiturátů.

## Dílo
Ve svých hrách vycházel z vlastních zkušeností, především ze svého mládí. Pocházel z jihu, kde v době po první světové válce platila velmi puritánská pravidla. Hrdinové jeho her často utíkají do světa iluzí.
- Bitva andělů – 1940, známá spíše pod verzí Sestup Orfeův – 1955 (poprvé inscenováno v r. 1957). Hra je postavena na kombinaci dvou mýtů – řeckého o Orfeovi a křesťanského o Kristovi. Orfea a zároveň Krista představuje tulák s kytarou Val Xavier, který vstupuje do jižanského pekla pokrytecké morálky, rasismu, aby z něj vyvedl Lady (Eurydiku), která svůj vztah a vzpouru proti svému okolí zaplatí životem. Je zastřelena svým manželem, když brání Vala před lynčováním.
- Skleněný zvěřinec – 1944 (zfilmováno, 1950, 1966, 1973, 1987)
- Tramvaj do stanice Touha – 1947, psycholog. drama, vrchol americké dramatické tvorby; zevrubná analýza krutého zhroucení iluzivních představ o minulosti, které vedou k sebeklamu; krutost, hrubost, násilí, brutalita – ničení lidských tužeb a nadějí. Hl. postava: Blanche, sestra Stella (zfilmováno)
- Léto a dým
- Tetovaná růže – 1951
- Sestup Orfeův – 1955, přepracovaná verze Bitvy Andělů
- Kočka na rozpálené plechové střeše – 1955, zfilmováno. Ústřední postavou, této hry je Maggie, která se vdá za syna jižanského milionáře. Tento milionář dostane rakovinu. Celé dílo je postaveno na snaze mnoha zúčastněných získat přízeň milionáře a tak se dostat do závěti. Maggie se díky těmto sporům znovu sblíží s manželem, který má sklony k alkoholismu.
- Náhle loňského léta – 1958 (zfilmováno 1959)
- Sladké ptáče mládí – 1959, mužského hrdinu (ztroskotanec, gigolo) vykastrují najatí lidé, za to, že před lety nakazil pohlavní chorobou dceru jižanského politického bosse.
- Noc s leguánem – 1961

Dále napsal značné množství jednoaktovek a povídek se stejným či velmi podobným námětem.

### Povídky
- Inventura ve Fontana Bella, v roce 2013 zpracováno v Českém rozhlasu, překlad: Radoslav Nenadál, režie: Petr Mančal, čte: Libuše Švormová [8]
- Slečna Coyntová z Greenu, v roce 2021 zpracováno v Českém rozhlasu, překlad: Radoslav Nenadál, režie: Lukáš Kopecký, čte: Michal Bumbálek, Jana Štvrtecká, Aleš Slanina[9]

### České překlady prozaických děl
- Římské jaro paní Stoneové (česky 1966, 1997) (zfilmováno) Rozhlasová hra z r. 2008 s Janou Preissovou v titulní roli (Překlad: Jiří Zdeněk Novák, Úprava a režie: Lída Engelová, v dalších rolích Robert Jašków, Nina Jiránková a Taťána Medvecká)
- Louka modrých dětí a jiné povídky (česky 1988)
- Osm smrtelnic posedlých (česky 1994)
- Anděl ve výklenku (česky 1995)
- Sladké ptáče mládí (románová verze) (česky 2007)

## Rozhlasová zpracování
- Skleněný zvěřinec – 1944: Český rozhlas 2016, překlad Milan Lukeš, rozhlasová úprava a dramaturgie: Klára Novotná, hudba: Ondřej Gášek, osoby a obsazení: Tom (Kajetán Písařovic), Amanda (Vilma Cibulková), Laura (Ivana Uhlířová) a Jim (Martin Písařík) , režie: Petr Mančal.[10]